# Skönadalsdammen
Skönadalsdammen är en sjö i Ystads kommun i Skåne och ingår i Nybroån-Sege ås kustområde. Sjön har en area på 0,0545 kvadratkilometer och ligger 20,5 meter över havet. Sjön avvattnas av vattendraget Svartån.

## Delavrinningsområde
Skönadalsdammen ingår i det delavrinningsområde (615014-136867) som SMHI kallar för Mynnar i havet. Medelhöjden är 54 meter över havet och ytan är 41,23 kvadratkilometer. Det finns ett avrinningsområde uppströms, och räknas det in blir den ackumulerade arean 57,48 kvadratkilometer. Avrinningsområdets utflöde Svartån mynnar i havet. Avrinningsområdet består mestadels av jordbruk (84 %). Avrinningsområdet har 0,05 kvadratkilometer vattenytor vilket ger det en sjöprocent på 0,1 %.